# Ansis Epners
Ansis Epners né le 26 octobre 1937 à Riga et mort le 2 avril 2003 dans la même ville est un réalisateur, scénariste et producteur de cinéma letton principalement spécialisé dans le tournage des films documentaires,. Il est l'un des fondateurs du festival cinématographique letton Lielais Kristaps.

## Biographie
Ansis Epners naît dans la famille d'officier. Son père est arrêté par les soviétiques et déporté à Norilsk dans le kraï de Krasnoïarsk, en Russie où il meurt. Ansis est scolarisé à l'école de Mazsalaca. Diplômé de la faculté d'histoire et philosophie de l'Université de Lettonie en 1962, il devient rédacteur en chef de la compagnie de télévision nationale de Lettonie. En 1971, il complète ses études aux cours supérieurs de formation des scénaristes et réalisateurs à Moscou. De 1968 jusqu'à 1991, sa carrière se poursuit à Riga Film Studio où il réalise entre autres deux documentaires consacrés à Sergueï Eisenstein. En 1991, Epners fonde sa propre société de production Studija AVE. 
Son œuvre cinématographique compte une soixantaine de films, la plupart des courts métrages, mais aussi quelques apparitions dans les films de ses collègues et amis : Pēdējā reportāža (Dzidra Ritenberga, 1986), Piejūras klimats (Rolands Kalniņš, 1974), Pieskāriens (Rostislavs Gorjajevs, 1973). Il réalise notamment deux documentaires consacrés à son compatriote Sergueï Eisenstein en 1978,.
Pour la télévision, Epners réalise un bon nombre d'épisodes des séries de communication Padomju Latvija, Māksla, Sporta apskats, Latvijas hronika dont une chronique des événements de janvier intitulée Requiem de janvier (Janvāra rekviēms 1991, Latvijas hronika no 10/11).
En 1993, il porte sur le grand écran le roman La Cage (Būris) d'Alberts Bels, qui sera récompensé par le prix Lielais Kristaps du meilleur film de fiction. Trois de ses documentaires, Četri meklē miljonu (1979), Labas gribas spēles (1986) et No Everesta līdz paradīzei (1998) recevront également un Lielais Kristaps. Il préside de 1992 à 1995 l'Association des producteurs de cinéma letton (Latvijas kinoproducentu asociācija).
Son dernier film Dalaï Lama. Lettonie (Dalai Lama. Latvija), réalisé en 2002, est dédié à la conférence du Dalaï Lama Tenzin Gyatso à la Skonto Arena de Riga. En 2002, il est fait officier de l'Ordre des Trois Étoiles de Lettonie. En 2003, fut publié son livre de récits de voyages Anša ceļa grāmata.
Le réalisateur est inhumé au Cimetière de la Forêt à Riga.

## Filmographie
- 1969 : Latvijas augļu konservi
- 1970 : Dzīvs
- 1971 : Lidojums naktī
- 1971 : Rīga akmenī un bronzā
- 1972 : Spāru laiks
- 1972 : Oškalna stunda
- 1973 : Gājiens ar zirdziņu
- 1973 : Atzīšanās
- 1974 : Vīru spēle
- 1974 : Ugunszīme
- 1975 : Kristapa mazdēls
- 1975 : Vienība
- 1976 : Brāļi Kaudzītes
- 1976 : Nostāsti
- 1976 : Roberts Eihe
- 1977 : Namiņš uz riteņiem
- 1978 : Sergueï Eisenstein Prologue
- 1978 : Sergueï Eisenstein Post-scriptum
- 1979 : Četri meklē miljonu
- 1980 : Mihails Tāls. Pēc divdesmit gadiem
- 1980 : Lielvārdes josta
- 1980 : Sasaukšanās
- 1981 : Emīls Dārziņš
- 1981 : Krustsolis
- 1983 : Asinsaina
- 1983 : Atbalss
- 1983 : Latvija manas mājas
- 1984 : Monumente
- 1984 : Aiziet!
- 1984 : Vēstules sievietei
- 1985 : Virsdiriģenti
- 1986 : Labas gribas spēles
- 1986 : Rēriha miera karogs
- 1987 : Izlūkbrauciens
- 1988 : Vārti
- 1989 : Disidents
- 1990 : Es esmu latvietis
- 1990 : Skrejošais Orfejs
- 1991 : An-moks
- 1992 : Līdz Albervilai 0,02 sekundes
- 1992 : Māja kā ideja
- 1993 : Būris
- 1994 : Irbe: cilvēks un maska
- 1995 : Klusā nedēļa ar Tālu
- 1995 : Esmu dzimis Rīgā
- 1996 : Kam skan zvans ?
- 1997 : Spēles ar akmeņiem
- 1998 : No Everesta līdz paradīzei
- 1999 : Džambo, Kilimandžaro !
- 1999 : Meksikā kopā ar Andres el Leton
- 1999 : Pilsētas dominante
- 2000 : Austrālijas sirdsakmens
- 2000 : Cilvēks no soliņa
- 2000 : Kalnietis no Cielēniem
- 2000 : Latvijas šķēpi
- 2001 : 800 tosti Rīgai
- 2001 : Atvadas no Klaidoņa
- 2002 : Dalai Lama. Latvija